# Qiryat Yam
Qiryat Yam (hebreiska: קריית ים, קרית ימ) är en ort i Israel.   Den ligger i distriktet Haifa, i den norra delen av landet. Qiryat Yam ligger 9 meter över havet och antalet invånare är 37 639.
Terrängen runt Qiryat Yam är platt österut, men åt sydväst är den kuperad. Havet är nära Qiryat Yam åt nordväst.Runt Qiryat Yam är det tätbefolkat, med 636 invånare per kvadratkilometer. Närmaste större samhälle är Haifa, 8,3 km väster om Qiryat Yam. Trakten runt Qiryat Yam består till största delen av jordbruksmark.